# Kana Ichikawa
Kana Ichikawa (jap. 市川 華菜 Ichikawa Kana; ur. 14 stycznia 1991 w Toyocie) – japońska lekkoatletka specjalizująca się w biegach sprinterskich, członkini japońskiej drużyny w sztafecie 4 × 100 m na Letnich Igrzyskach Olimpijskich w Londynie w 2012 roku.
Po tym, jak nie zakwalifikowała się do Igrzysk Olimpijskich w Tokio, ogłosiła przejście na emeryturę 16 września 2021 roku, a jej ostatni bieg odbył się 25 września.
30 marca 2022 wyszła za mąż za Shinyę Saburi, mistrza Japonii w biegu na 100 m mężczyzn z 2005 roku.